# 亚特兰大
亞特蘭大是美國喬治亞州首府及最大城市，也是富爾頓郡的郡政府駐地，根據2020年人口普查顯示，該城市人口約為498,715人，而作為亞特蘭大都會區的文化和經濟中心，在都會區擁有超過 600 萬人口，成為全美第九大都市區，也是美國的第10大經濟體，亞特蘭大位於阿巴拉契亞山脈的山腳下，該地區擁有獨特的地形，包括連綿起伏的丘陵和樹木所覆蓋。
作為一個多條鐵路的交匯樞紐，亞特蘭大的發展始於19世紀早期，在南北戰爭時被摧毀，但在當選為州府後迅速重建，因而改變了這座城市的人口結構、政治、審美和文化，在1950和1960年代時，亞特蘭大曾是美國民權運動的主要組織中心，馬丁·路德·金、拉爾夫·阿伯內西都曾在此城市活動，亞特蘭大也是1996年百周年奧運會的舉辦地點，自1998年以來，亞特蘭大作為主要的航空運輸樞紐已在國際上享有盛譽，哈茨菲爾德-傑克森亞特蘭大國際機場成為世界上客運量最大的機場。

## 歷史

### 成立前
在歐洲定居者抵達喬治亞州北部之前的數千年前，克里克人和他們的祖先便在此地區定居。其中該族群曾在桃樹溪流入查特胡奇河處的建立一個小溪村，是距離當代亞特蘭大最近的美洲原住民定居點。19世紀初期，隨著歐洲定居者侵占了喬治亞州北部的小溪，最終導致克里克人從1802年到1825年迫使離開。

### 建城
1836年，喬治亞州大會投票決定修建佐治亚州西部与大西洋铁路，主要負責將喬治亞州西部查特胡奇河流域的各內陸城鎮聯通到薩凡納的大西洋出海口，因此在1837年最初命名為Terminus（零公里）的定居點開始建城，後來以當地一家雜貨店老闆的名字命名為Thrasherville，到了1842年，車站的定居點已有6座建築物和30名居民，並更名為馬薩斯維爾鎮，以紀念州長威森·蘭普金的女兒。後來佐治亞州鐵路銀行總工程師約翰·埃德加·湯姆森（John Edgar Thomson）建議將該鎮更名為亞特蘭大，並得到了定居者的認可。亞特蘭大於1847年12月29日被授予城市地位，之後很快成為南方地區的重要交通樞紐。

### 19世紀後期
到了1860年，亞特蘭大的人口已增至9,554人。美國內戰期間，亞特蘭大為美利堅聯盟國的重要城市之一。1864年亚特兰大之战爆发，联邦军謝爾曼軍團对亚特兰大進行長達一年的圍城戰，联盟军败退撤防后，联邦军士兵火焚亚特兰大，全市幾乎全毀，但在重建時期時則快速恢復。1868年，喬治亞州首府從米利奇維爾遷至亞特蘭大，在1880年的人口普查中，亞特蘭大已超過薩凡納成為喬治亞州最大的城市。從1880年代開始，鼓勵南方工業化的亞特蘭大憲法報編輯：亨利·W·格雷迪( Henry W. Grady)向潛在的投資者宣傳亞特蘭大“新南方”的城市，推動該城市以現代經濟為核心發展基礎，減少對農業的依賴。到了1885年，喬治亞理工學院和亞特蘭大大學中心的成立也讓將亞特蘭大建立為高等教育的中心。1895年，亞特蘭大舉辦了棉花國家與國際博覽會，展示著新興產品和創新技術，鼓勵與拉丁美洲的貿易，博覽會該吸引了近80萬人參加，成功地新南方的發展推向了世界。

### 20世紀
20世紀初期，亞特蘭大經歷了前所未有的劇烈發展時期。在三十年的時間中，隨著城市範圍擴大到及設置有軌電車，亞特蘭大的人口也增加了兩倍。除非裔美國人外，亞裔與西班牙語裔美國人也大量遷入。隨著摩天大樓的建造，這座城市的天際線變得越來越高，甜蜜奧本區 (Sweet Auburn) 則成為黑人的商業中心，同時也發生了不少與種族主義相關的暴力事件，如 1906 年的亞特蘭大種族騷亂及利奧·弗蘭克案，1917年5月21日，亞特蘭大發生一場毀滅性的大火，摧毀了現在舊第四區的1,938 座建築物，造成1人死亡和10,000人流離失所。.
1939年12月15日，亞特蘭大舉辦了《亂世佳人》的首映式，這是根據出生於亞特蘭大的瑪格麗特·米切爾暢銷小說所改編的史詩電影，製片人大衛·O·塞爾茲尼克以及電影明星克拉克·盖博、 费雯·丽和奥丽维亚·德哈维兰出席了在勒夫大劇院舉行的首映活動。
第二次世界大戰期間，亞特蘭大在盟軍的努力中發揮了至關重要的作用，其中在此發展的國防工業，如製造公司、鐵路和軍事基地吸引了成千上萬的新居民來此尋找新工作的機會，導致人口和經濟快速增長。1950年代，在聯邦補貼的支持下，該市新建的高速公路系統能使中產階級能快速在市中心及郊區來回通行。佐治亞理工學院的院長布雷克·R·范·麗爾 (Blake R Van Leer)積極協助了城市基礎的建設，創立了南方州立理工大學。
其他城市相比，當時戰後的亞特蘭大在種族衝突上相對較少，但黑人族群依然受到種族隔離政策的限制和歧視影響。1960年代，亞特蘭大成為民權運動的主要組織中心，馬丁·路德·金、拉爾夫·阿伯內西以及黑人學院的學生們在該運動的領導中發揮了重要作用，而城市郊區化和白人離開城市，也導致亞特蘭大的人口結構發生重大變化，在1970年至1990年間失去了超過100,000名居民，佔其人口的20%以上。
不過在二十世紀後期期間，亚特兰大進行更多現代化的基礎建設，在1973年通過選舉，選出了亞特蘭大第一位黑人市長梅納德·傑克遜（Maynard Jackson），在傑克遜市長的任期內，哈茨菲爾德-傑克遜亞特蘭大國際機場進行了重大改造，加強了城市作為交通樞紐的作用。1976年喬治亞世界會議中心的開幕，預示著亞特蘭大作為會議城市的崛起。亞特蘭大地鐵建設始於1975 年，並在1979年正式啟用。

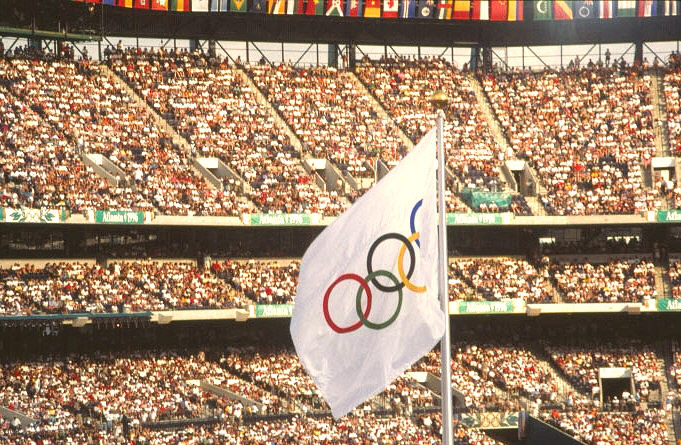
1996年夏季奥林匹克运动会

1990年，亞特蘭大在国际奥林匹克委员会會議中被選為1996年夏季奥林匹克运动会的舉辦地。市政府因對亞特蘭大公園，體育場館和交通基礎設施進行重大的改革建設，儘管採取了額外的安全預防措施，不過在奧運期間依然發生一場嚴重的爆炸攻擊事件，国际奥委会主席萨马兰奇的闭幕演说中，他第一次没有将本次奥运会形容为“有史以来最好的一届奥运会”。

### 當代
在2000年代，亞特蘭大經歷了重大的文化影響和人口轉變。由於黑人中上層階級也開始遷往郊區，因此蓬勃發展的經濟也吸引更多各國新移民，促成了該市人口結構再度經歷變化。非裔美國人佔人口的比例不斷下降，從1990年的67%下降到2010年的54%。從2000年到2010年，亞特蘭大增加了22,763名白人居民、5,142名亞裔居民和 3,095名西班牙裔居民，而全市黑人人口則減少31,678人。
90年代中期至2010年間，亞特蘭大進行了美國住房政策歷史上第一個大規模公共住房更新計畫「HOPE VI」，該計畫極大地改變城市公共建築及貧困分散等目標，,2005 年，該市批准了耗資28億美元的BeltLine項目。將環繞中心城市一條廢棄的22英里貨運鐵路改造成一條充滿藝術氣息的輕軌環城公路，該項目刺激沿線住宅的開發案，但因其對社區的不利影響而遭到批評。2013年，環城公路獲得了1800萬美元的聯邦撥款，用於開發其他部分的道路。2019 年9月，James M. Cox基金會向PATH基金會捐贈了600萬美元，該基金會將將環城公路連接至銀彗星小徑（Silver Comet Trail）預計將於 2022 年完工，預計將會成為美國最長的鋪砌步道，總計約300英里（480公里）。

## 地理
亞特蘭大總面積為134.0平方英里（347.1平方公里），其中133.2平方英里（344.9平方公里）是陸地，0.85平方英里（2.2平方公里）為水域。城市位於阿巴拉契亞山脈的山腳下。海拔 1,050英尺（320公尺），是密西西比河以東海拔最高的城市。亞特蘭大橫跨東部大陸的分水嶺，南側和東側的雨水流入大西洋，而分水嶺北側和西側的雨水則流入墨西哥灣。亞特蘭大即是在查特胡奇河以南的山脊上建城，這條河與城市的西北邊緣接壤，它的大部分自然棲息地都得到了保護，現為查塔胡奇河國家遊樂區的一部分。
亞特蘭大有時被稱為“樹木之城”或“森林中的城市”，儘管在1973年至1999年間，因為經濟開發而損失了大約560,000英畝（230,000公頃）的樹木。

### 氣候
亚特兰大属典型的副热带湿润气候，四季分明，气温变化相对和缓，全年降水分配均匀，代表美国东南部内陆地区的气候。冬季温和，微潮，时而偏向温暖，日最高气温低于0 °C（32 °F）的平均日数为1.2天，日最低气温低于0 °C（32 °F）的平均日数为36天，低于−5 °C（23 °F）的平均日数为6.3天；夏季相对炎热潮湿，日最高气温超过30 °C（86 °F）的日数年均有91天，超过35 °C（95 °F）的有10.4天。最冷月（1月）均温7.1 °C（44.8 °F），极端最低气温−23 °C（−9 °F）（1899年2月13日）。最热月（7月）均温27.2 °C（80.9 °F），极端最高气温41 °C（106 °F）（2012年6月30日）。无霜期平均为246天（3月15日至11月16日）。年均降水量约1,280（50.4英寸）；年极端最少降水量为808（31.80英寸）（1954年），最多为1,815（71.45英寸）（1948年）。年均降雪量为5.6（2.2英寸），但许多冬季的积累降雪量微少以致难以测量，1935–36年的降雪量最多，积累降雪量为28（10.9英寸）。
| 亚特兰大（哈茨菲尔德-杰克逊亚特兰大国际机场），1991–2020年正常值，1878年至今极端数据                                                                          | 亚特兰大（哈茨菲尔德-杰克逊亚特兰大国际机场），1991–2020年正常值，1878年至今极端数据 | 亚特兰大（哈茨菲尔德-杰克逊亚特兰大国际机场），1991–2020年正常值，1878年至今极端数据 | 亚特兰大（哈茨菲尔德-杰克逊亚特兰大国际机场），1991–2020年正常值，1878年至今极端数据 | 亚特兰大（哈茨菲尔德-杰克逊亚特兰大国际机场），1991–2020年正常值，1878年至今极端数据 | 亚特兰大（哈茨菲尔德-杰克逊亚特兰大国际机场），1991–2020年正常值，1878年至今极端数据 | 亚特兰大（哈茨菲尔德-杰克逊亚特兰大国际机场），1991–2020年正常值，1878年至今极端数据 | 亚特兰大（哈茨菲尔德-杰克逊亚特兰大国际机场），1991–2020年正常值，1878年至今极端数据 | 亚特兰大（哈茨菲尔德-杰克逊亚特兰大国际机场），1991–2020年正常值，1878年至今极端数据 | 亚特兰大（哈茨菲尔德-杰克逊亚特兰大国际机场），1991–2020年正常值，1878年至今极端数据 | 亚特兰大（哈茨菲尔德-杰克逊亚特兰大国际机场），1991–2020年正常值，1878年至今极端数据 | 亚特兰大（哈茨菲尔德-杰克逊亚特兰大国际机场），1991–2020年正常值，1878年至今极端数据 | 亚特兰大（哈茨菲尔德-杰克逊亚特兰大国际机场），1991–2020年正常值，1878年至今极端数据 | 亚特兰大（哈茨菲尔德-杰克逊亚特兰大国际机场），1991–2020年正常值，1878年至今极端数据 |
| 月份 | 1月                                                                                  | 2月                                                                                  | 3月                                                                                  | 4月                                                                                  | 5月                                                                                  | 6月                                                                                  | 7月                                                                                  | 8月                                                                                  | 9月                                                                                  | 10月                                                                                 | 11月                                                                                 | 12月                                                                                 | 全年                                                                                 |
| --- | ------------------------------------------------------------------------------------ | ------------------------------------------------------------------------------------ | ------------------------------------------------------------------------------------ | ------------------------------------------------------------------------------------ | ------------------------------------------------------------------------------------ | ------------------------------------------------------------------------------------ | ------------------------------------------------------------------------------------ | ------------------------------------------------------------------------------------ | ------------------------------------------------------------------------------------ | ------------------------------------------------------------------------------------ | ------------------------------------------------------------------------------------ | ------------------------------------------------------------------------------------ | ------------------------------------------------------------------------------------ |
| 历史最高温 °C（°F） | 26 (79)                                                                              | 27 (81)                                                                              | 32 (89)                                                                              | 34 (93)                                                                              | 36 (97)                                                                              | 41 (106)                                                                             | 41 (105)                                                                             | 40 (104)                                                                             | 39 (102)                                                                             | 37 (98)                                                                              | 29 (84)                                                                              | 26 (79)                                                                              | 41 (106)                                                                             |
| 平均最高温 °C（°F） | 21.3 (70.3)                                                                          | 23.1 (73.5)                                                                          | 27.1 (80.8)                                                                          | 29.3 (84.7)                                                                          | 32.0 (89.6)                                                                          | 34.6 (94.3)                                                                          | 35.4 (95.8)                                                                          | 35.5 (95.9)                                                                          | 33.3 (91.9)                                                                          | 29.4 (85.0)                                                                          | 25.3 (77.5)                                                                          | 21.9 (71.5)                                                                          | 36.3 (97.3)                                                                          |
| 平均高温 °C（°F） | 12.2 (54.0)                                                                          | 14.6 (58.2)                                                                          | 18.8 (65.9)                                                                          | 23.2 (73.8)                                                                          | 27.3 (81.1)                                                                          | 30.6 (87.1)                                                                          | 32.3 (90.1)                                                                          | 31.7 (89.0)                                                                          | 28.8 (83.9)                                                                          | 23.6 (74.4)                                                                          | 17.8 (64.1)                                                                          | 13.4 (56.2)                                                                          | 22.9 (73.2)                                                                          |
| 平均低温 °C（°F） | 2.0 (35.6)                                                                           | 3.8 (38.9)                                                                           | 7.4 (45.3)                                                                           | 11.4 (52.5)                                                                          | 16.3 (61.3)                                                                          | 20.3 (68.6)                                                                          | 22.1 (71.8)                                                                          | 21.8 (71.3)                                                                          | 18.8 (65.9)                                                                          | 12.7 (54.9)                                                                          | 6.8 (44.2)                                                                           | 3.6 (38.4)                                                                           | 12.3 (54.1)                                                                          |
| 平均最低温 °C（°F） | −8.2 (17.3)                                                                          | −4.9 (23.2)                                                                          | −2.2 (28.1)                                                                          | 2.7 (36.9)                                                                           | 8.7 (47.6)                                                                           | 15.5 (59.9)                                                                          | 18.7 (65.6)                                                                          | 18.1 (64.5)                                                                          | 11.9 (53.4)                                                                          | 3.7 (38.7)                                                                           | −1.6 (29.2)                                                                          | −4.6 (23.8)                                                                          | −9.3 (15.2)                                                                          |
| 历史最低温 °C（°F） | −22 (−8)                                                                             | −23 (−9)                                                                             | −13 (8)                                                                              | −4 (25)                                                                              | 3 (37)                                                                               | 4 (39)                                                                               | 12 (53)                                                                              | 13 (55)                                                                              | 2 (36)                                                                               | −2 (28)                                                                              | −16 (3)                                                                              | −18 (0)                                                                              | −23 (−9)                                                                             |
| 平均降水量 mm（） | 117 (4.59)                                                                           | 116 (4.55)                                                                           | 119 (4.68)                                                                           | 97 (3.81)                                                                            | 90 (3.56)                                                                            | 115 (4.54)                                                                           | 121 (4.75)                                                                           | 109 (4.30)                                                                           | 97 (3.82)                                                                            | 83 (3.28)                                                                            | 101 (3.98)                                                                           | 116 (4.57)                                                                           | 1,281 (50.43)                                                                        |
| 平均降雪量 cm（） | 2.5 (1.0)                                                                            | 1.0 (0.4)                                                                            | 1.0 (0.4)                                                                            | 0.0 (0.0)                                                                            | 0.0 (0.0)                                                                            | 0.0 (0.0)                                                                            | 0.0 (0.0)                                                                            | 0.0 (0.0)                                                                            | 0.0 (0.0)                                                                            | 0.0 (0.0)                                                                            | 0.0 (0.0)                                                                            | 1.0 (0.4)                                                                            | 5.6 (2.2)                                                                            |
| 平均降水天数（≥ 0.01 in） | 11.1                                                                                 | 10.4                                                                                 | 10.5                                                                                 | 8.9                                                                                  | 9.4                                                                                  | 11.1                                                                                 | 12.0                                                                                 | 10.2                                                                                 | 7.3                                                                                  | 6.8                                                                                  | 7.9                                                                                  | 10.7                                                                                 | 116.3                                                                                |
| 平均降雪天数（≥ 0.1 in） | 0.7                                                                                  | 0.3                                                                                  | 0.1                                                                                  | 0.0                                                                                  | 0.0                                                                                  | 0.0                                                                                  | 0.0                                                                                  | 0.0                                                                                  | 0.0                                                                                  | 0.0                                                                                  | 0.0                                                                                  | 0.4                                                                                  | 1.5                                                                                  |
| 平均相對濕度（％） | 69                                                                                   | 64                                                                                   | 62                                                                                   | 60                                                                                   | 67                                                                                   | 69                                                                                   | 73                                                                                   | 73                                                                                   | 73                                                                                   | 69                                                                                   | 69                                                                                   | 69                                                                                   | 68                                                                                   |
| 月均日照時數 | 164.0                                                                                | 171.7                                                                                | 220.5                                                                                | 261.2                                                                                | 288.6                                                                                | 284.8                                                                                | 273.8                                                                                | 258.6                                                                                | 227.5                                                                                | 238.5                                                                                | 185.1                                                                                | 164.0                                                                                | 2,738.3                                                                              |
| 可照百分比 | 52                                                                                   | 56                                                                                   | 59                                                                                   | 67                                                                                   | 67                                                                                   | 66                                                                                   | 63                                                                                   | 62                                                                                   | 61                                                                                   | 68                                                                                   | 59                                                                                   | 53                                                                                   | 62                                                                                   |
| 来源：NOAA（1981–2010年相对湿度；1961–1990年日照） 亚特兰大国际交换站，1878年10月–1928年8月在市中心的气象局，1928年9月起在哈茨菲尔德-杰克逊亚特兰大国际机场。 |                                                                                      |                                                                                      |                                                                                      |                                                                                      |                                                                                      |                                                                                      |                                                                                      |                                                                                      |                                                                                      |                                                                                      |                                                                                      |                                                                                      |                                                                                      |

### 城市景觀

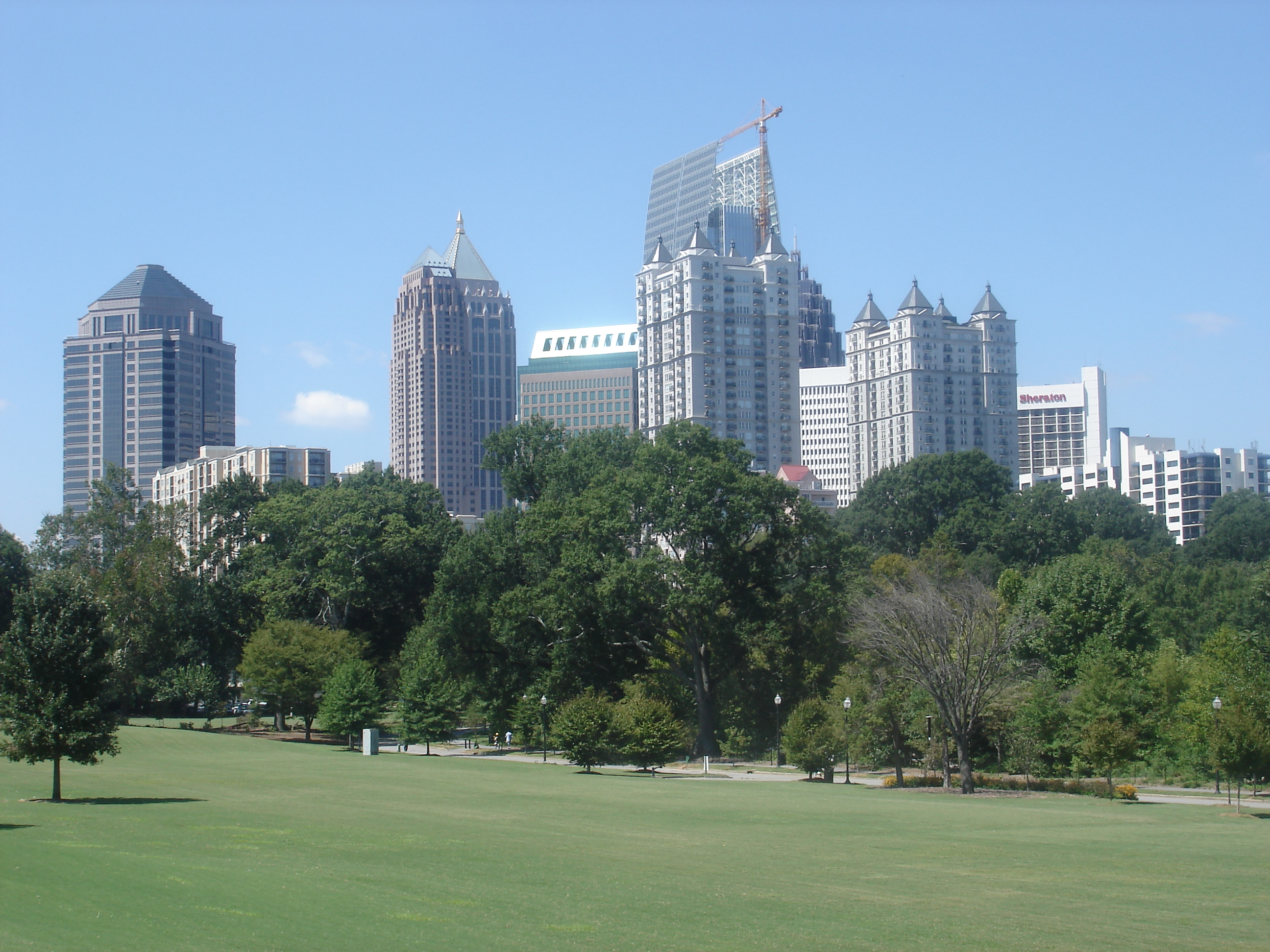
天際線隨著1972年的建設而出現。

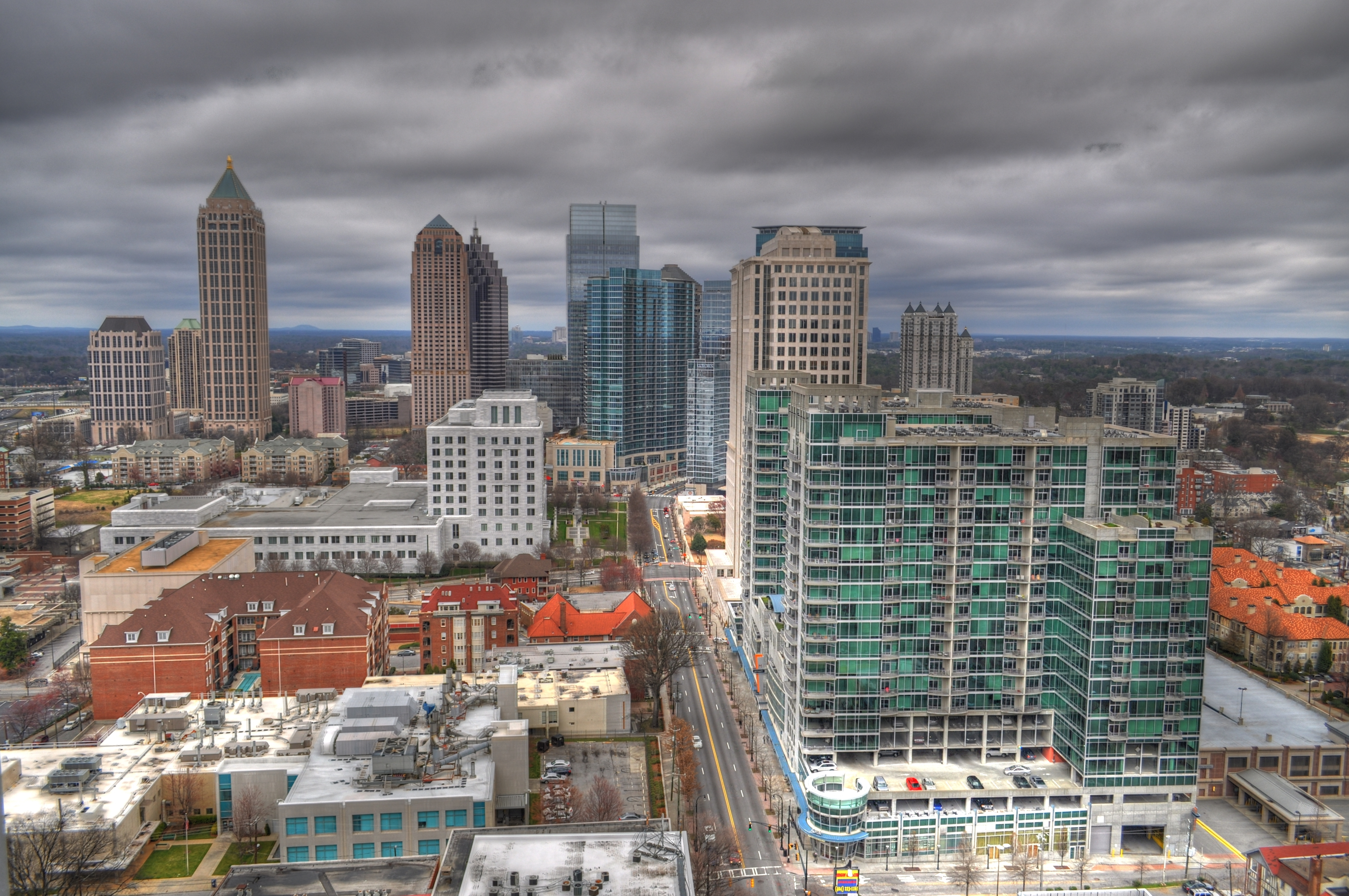
亞特蘭大的桃樹街

亞特蘭大的大部分地區在內戰期間被燒毀，導致這座城市的大量歷史建築曾因此遭到。然而，在建築上，這座城市在傳統上從來都非完全的“南方風格”，因為亞特蘭大起源於一個鐵路小鎮，而不是一個由歐洲殖民地主導的南部海港，由於其20世紀後期發展，亞特蘭大的許多地標建築，與東北或中西部的城市具有相同的建築特徵，因為它們是在共享民族建築風格的時代設計的。
在 20 世紀後期，亞特蘭大接受了現代建築的趨勢，著名的例子如1966年的佐治亞州大廈，和1982年的佐治亞太平洋大廈。這一時期的許多最著名的建築物，都是亞特蘭大建築師約翰·波特曼 (John C. Portman Jr.)。市中心天際線的大部分建築也都是波特曼在這一時期設計的。1980年代後半期，亞特蘭大成為後現代建築早期的發源地之一，不少在其設計中重新引入了古典元素，目前亞特蘭大的許多摩天大樓也都是在這個時期和風格建造的，展示了錐形尖頂或其他裝飾的皇冠，例如大西洋中心一號 (1987)、191號桃樹塔 (1991) 和SunTrust廣場（1992）。建於 1992年的美國銀行廣場，則是是北美洲除了紐約及芝加哥以外的第一高樓，高達311公尺。

## 文化

### 旅遊
- 亞特兰大植物園 （Atlanta Botanical Garden）
- CNN電視中心（CNN Center）
- 石山公園（Stone Mountain）
- 瑪格麗特·米切爾之家（Margaret Mitchell House）
- 馬丁·路德·金恩歷史遺跡 (Martin Luther King Jr Historical Site)
- 可口可樂世界 (World of Coca Cola Pavilion)
- 喬治亞水族館
- 達美航空博物館（Delta Flight Museum）

- 可口可乐世界：位于奥林匹克百年公园北侧，紧邻乔治亚水族馆，距CNN电视中心仅数百米。占地面积不大，但是内容非常丰富，可以看到可口可乐历史上的相关产品与历史图片，此外，可以参观生产线以及观摩可口可乐出资拍摄的可乐主题动画片，其中，以4D影院播放的短片最为精彩，效果几乎可以乱真，是可口可乐世界里最受欢迎的项目。在出口处，游客可免费品尝可口可乐研发的近100种不同口味的饮料，它们大部分都在世界范围内分地域销售，非常难得才能见到，因此，能够在亚特兰大品尝全世界的可口可乐产品也非常有吸引力。
- 喬治亞水族館：该水族馆是世界最大的水族馆之一，票价35美元。水族馆分上下两层，游客可以看到白鲸、虎鲨等珍稀海洋动物，另外，可以和水母、海星等生物作亲密接触。
- 瑪格麗特·米切爾之家：包含两个项目，一个是《乱世佳人》博物馆，一个是瑪格麗特·米切爾的故居，票价13美元。在博物馆，可以欣赏到瑪格麗特·米切爾生平纪录片，以及《乱世佳人》的一些相关历史图片资料。瑪格麗特·米切爾的故居曾在大火中付于一旦，如今的故居是重新修缮过的，但内部装潢仍旧复原了她居住时的样貌。
- 石山公园：南北战争时的著名遗迹，离亚特兰大市中心约有40分钟车程。石山公园是市民周末出游的去处，内有小型的主题公园，还保留了上世纪的火车。
- CNN电视中心：紧邻Dome/G.W.C.C./Philips Arena/CNN Center地铁站，位于奥林匹克百年公园南侧，亚特兰大会展中心对面，也是市内小有名气的购物中心。电视中心一楼是用餐以及售卖小商品的地方，游客可在一楼购买該电视台的参观券，票价13美元。整个参观过程约55分钟，会有专职人员带领你进入电视台内部，了解CNN的运作方式，并且你还可以坐在模拟新闻主播台前播报新闻，部分游览区域不得拍照。

## 教育
亚特兰大拥有多所大学，其中最著名的是埃默里大学、佐治亚理工学院和佐治亚州立大学。
- 埃默里大学 （Emory University）
- 佐治亚理工学院 （Georgia Institute of Technology ，縮寫Georgia Tech）
- 佐治亚州立大学 （Georgia State University）
- Atlanta University Center
  - 克拉克亚特兰大大学
  - 莫尔豪斯学院
  - Morehouse School of Medicine
  - Morris Brown College
  - Spelman College
  - Atlanta University
- Interdenominational Theological Center
- 萨凡纳艺术设计学院 (Midtown Atlanta Campus)
  - Atlanta College of Art
- John Marshall Law School (Atlanta)
- Reformed Theological Seminary
- Oglethorpe University
- Agnes Scott College
- Kennesaw State University
- Southern Tech University
- 佐治亚周界学院（英语：Georgia Perimeter College）

## 交通

### 轨道交通系统
亞特蘭大捷运（MARTA - Metropolitan Atlanta Rapid Transit Authority）自1972年开始营运，目前拥有700辆巴士，150条巴士路线，总共行驶哩程2400公里。另外有240辆重型捷运电联车，行驶于36个捷运站之间，总哩程60公里。在奥运時期当局亦設計了讓捷运负荷多數访客的計畫，可将平日运输量达五十万人次的捷运，在奥运期间提升二倍至三倍。
MARTA使用微風卡(Breeze Card)作為代幣支付工具。公車與地鐵的報站系統採英語與西班牙語雙語。
捷运设计原是为每日工作来往的人潮所用，因此行驶间隔不密集，每十五分钟一班。捷运票价一般单张2.5美元。转换至不同路线捷运或巴士可持转换证免费搭乘，转换以一次为限。为了鼓励大家將公共运输做為主要交通工具，减少私人交通工具的使用，因此亦有不少优惠措施。例如：
- 一日券：无限搭乘次数，票价為9美元
- 二日券：无限搭乘次数，票价為14美元
- 三日券：无限搭乘次数，票价為16美元
- 四日券：无限搭乘次数，票价為19美元
- 周票：无限搭乘次数，票价為23.75美元
- 月票：无限搭乘次数，票价為95美元

郊區車站有免费停车场可免費停車一日或廉價月租，公司替员工购买捷运的费用，可在每人60元的限额内节税。
埃默里Cliff Shuttle巴士
埃默里大学运营的埃默里Cliff Shuttle巴士是亚特兰大仅次于MARTA的第二大公交系统,由59辆巴士组成。车队53%的车辆使用食堂回收再生油驱动。于埃默里大学、埃默里大学牛津学院、埃默里各医院、亚特兰大各购物中心以及佐治亚理工学院之间提供服务。

### 机场
- 亚特兰大哈兹菲尔德-杰克逊国际机场是全世界旅客转乘量最大、最繁忙的机场[52]，达美航空和穿越航空都以此机场为主要枢纽。

### 重要高速公路
- 20号州际公路 I-20
- 75号州际公路 I-75
- 85号州际公路 I-85
  - 285号州际公路 I-285

## 特色城區
- 市中心（Downtown）瀰漫著同性戀的景象，是本市的商業中心。
- 中城區（midtown）呈現著紐約東村的藝術風情，是精品消費區。
- 小五星區（Little Five Points）呈現龐克風。
- 維吉尼亞-高地區（Virginia-Highland）雅痞聚集之地。
- 巴克海特區（ Buckhead）亞特蘭大的豪宅雲集地和夜生活的大本營 。

## 体育
- NFL的亞特蘭大獵鷹
- MLB的亞特蘭大勇士（4次世界大賽冠軍）
- NBA的亚特兰大老鹰（1次nba總冠軍）
- MLS的亚特兰大联
- NCAA的University of Georgia, Georgia Tech

## 友好城市
- 法國 图卢兹

## 備註
1. ↑  暗中了鳳凰鳥的神話

## 外部連結
- CNN 官方主頁（页面存档备份，存于）
- Atlanta Journal-Constitution 英文日報（页面存档备份，存于）